# Franklin Rahming
Franklin Benjamin Rahming (ur. 25 maja 1945) – bahamski lekkoatleta, olimpijczyk.
Uczestnik Letnich Igrzysk Olimpijskich 1972 w biegu na 400 m. Z wynikiem 48,30 s zajął 5. miejsce w swoim biegu eliminacyjnym – jego czas był 50. wynikiem eliminacji wśród 64 startujących sprinterów.
Na Igrzyskach Imperium Brytyjskiego i Wspólnoty Brytyjskiej 1966 wystartował w dwóch konkurencjach. Odpadł w eliminacjach biegu na 880 jardów (1:58,9) i biegu na 1 milę (4:34,2).
Rekord życiowy w biegu na 400 metrów – 48,30 (1972). 